# 仙女座OU
仙女座OU （也稱為HR 9024）是在仙女座的自轉變星。星等在5.87和5.94等之間變動，它被歸類為后髮座FK變星，但分類仍不確定。它的光譜類型為G1IIIe，意味著它是一顆光譜中有發射線的巨星。它也可能在其水平分支演化的階段。

## 快速旋轉
對此類演化的恆星而言，仙女座OU的自旋率異常的高，投影速度為21.5公里/秒。因為已經觀察到紅外過剩，一個可能的解釋是它可能吞噬了鄰近的巨行星，例如熱木星。另一種解釋依賴其強大的磁場；如果仙女座OU在主序帶演化階段是Ap星，它原本就可以保留強磁場和Ap星的快速旋轉。

## X射線源
由於仙女座OU有活躍的星冕，是明亮的X射線源；依據估計，類似太陽的活躍區域覆蓋了30%的表面。這是強磁場的另一個影響，它產生不間斷地閃焰活動，在星冕下產生大量的熱電漿（~7.5×106 K)。